# 파트리시아 유레나 로드리게스
파트리시아 유레나 로드리게스(Patricia Yurena Rodríguez, 1990년 3월 6일 ~ )는 스페인의 배우, 모델이다. 2008년 미스 스페인 우승자이며 2013년 미스 유니버스에서 스페인 대표로 참가했다.